# Cinemanía
Cinemanía est une revue de cinéma mensuelle espagnole créée en 1995. Il appartient au groupe Prisa.

## Historique
Le premier numéro paraît le 25 septembre 1995 dans le cadre du Festival de Saint-Sébastien.
En juin 2005, Cinemanía propose un hologramme sur sa couverture, ce qui constitue une première en Espagne.
En octobre 2014, pour le dixième anniversaire de la revue, un numéro spécial de Cinemanía est vendu avec un DVD proposant des contenus sur le film Torrente et ses suites.
Son tirage est stable, à 80 000 exemplaires en moyenne.